# Powiat Higashisonogi
Powiat Higashisonogi (jap. 東彼杵郡 Higashisonogi-gun) – powiat w Japonii, w prefekturze Nagasaki. W 2024 roku liczył 34 166 mieszkańców.

## Miejscowości
- Hasami
- Higashisonogi
- Kawatana